# Conocephalus arabicus
Conocephalus arabicus är en insektsart som beskrevs av Boris Petrovich Uvarov 1933. Conocephalus arabicus ingår i släktet Conocephalus och familjen vårtbitare. Inga underarter finns listade i Catalogue of Life.